# Julien de Saint Jean
Julien de Saint Jean, né en 2001 à Lyon (Rhône), est un acteur français.

## Biographie

### Jeunesse et formations
Il s'inscrit au Conservatoire à rayonnement régional de Lyon en 2016, où il se forme durant trois ans au théâtre. Il poursuit ensuite ses études à l'École supérieure d'art dramatique de Paris de 2019 à 2021 puis au Cours Florent durant une année.
Né à Lyon, il passe une partie de son enfance à Saint-Julien-sous-Montmelas, et étudie dès l'âge de 15 ans au Conservatoire de Lyon, où il y rencontre sa future cotête d'affiche d'Arrête avec tes mensonges (2022), Jérémy Gillet.

### Carrière
L'acteur fait ses débuts en 2021, dans le téléfilm Emma Bovary, adapté du roman de Gustave Flaubert. Il y campe le personnage de Léon Dupuis, un amant de Mme Bovary. On le retrouve la même année dans un téléfilm franco-belge, basé sur le thème du revenge porn, intitulé Mise à nu.
En 2023, il fait ses premiers pas sur grand écran en tournant dans deux films portant sur l'homosexualité : Arrête avec tes mensonges d'Olivier Peyon, et Le Paradis de Zeno Graton. Ce dernier film lui vaut d'être nommé parmi les 32 révélations des César 2024.
En 2024, il rejoint le casting du film Le Comte de Monte-Cristo, porté par Pierre Niney, Bastien Bouillon et Anaïs Demoustier. Il y incarne Andréa, un des personnages principaux.

## Filmographie

### Longs métrages
- 2022 : Arrête avec tes mensonges d'Olivier Peyon : Thomas Andrieu
- 2023 : Le Paradis de Zeno Graton : William
- 2024 : Le Comte de Monte-Cristo de Matthieu Delaporte et Alexandre de La Patellière : Andréa
- 2024 : La Réparation de Régis Wargnier : Antoine
- 2025 : Fils de de Carlos Abascal Peiró :
- 2025 : Exquis de Nele Mueller-Stöfen : Lucien
- 2025 : Love Me Tender d'Anna Cazenave Cambet : Léo
- 2026 : Le Cœur fou d'Axel Courtière
- 2026 : Le Fantôme de l'Opéra d'Alexandre Castagnetti
- 2026 : Et après de Pierre Menahem

### Courts métrages
- 2021 : À propos de nous de Damien Jaiellette : Rafael
- 2023 : L'Écho du lac d'Arnaud Khayadjanian : lui
- 2024 : La Piqûre de Lena Dana : Lucien

### Télévision

#### Séries télévisées
- 2025 : Merteuil

#### Téléfilms
- 2021 : Emma Bovary de Didier Bivel : Léon
- 2022 : Mise à nu de Didier Bivel : Benji
- 2022 : Le Diable au corps : sensuel et sans remords de Yann Coquart

## Distinction

### Nomination
- César 2024 : Révélation Masculine[4]